# Liste von Persönlichkeiten der Stadt St. Gallen
Diese Liste enthält in St. Gallen geborene Persönlichkeiten, chronologisch nach dem Geburtsjahr sortiert, sowie Persönlichkeiten, die vor Ort durch ihr Wirken oder ihren Wohnsitz bekannt sind. Die Liste erhebt keinen Anspruch auf Vollständigkeit.

## In St. Gallen geborene Persönlichkeiten

### Bis 1500
- Georg Gmünder (1391–1478), Bürgermeister in St. Gallen
- Konrad Hör (1415 erstmalige Erwähnung, 1457 letztmalige Erwähnung), Kaufmann und Bürgermeister in St. Gallen
- Hans Schurff (1415–1480), Bürgermeister in St. Gallen
- Gallus Kemli (1417–1480/81), Wandermönch, Vielschreiber und Buchbesitzer
- Hektor von Watt (≈1420–1474), Bürgermeister in St. Gallen
- Ulrich Varnbüler (1432–1496), Reichsvogt und Bürgermeister in St. Gallen
- Heinrich Zili (1434– n. 1500), Bürgermeister in St. Gallen
- Othmar Schlaipfer (1440 erstmalige Erwähnung; † 1485), Bürgermeister in St. Gallen
- Angela Varnbüler (1441–1509), Priorin
- Jakob Schurtanner (≈1450–1526), katholischer Priester, evangelisch-reformierter Pfarrer in Teufen und Reformator im Appenzellerland
- Leonhard Merz (v. 1450 – 1507), Bürgermeister in St. Gallen
- Anna Krumm (v. 1453 – 1476), Priorin
- Caspar Rugg († 1509), Kaufmann und Bürgermeister in St. Gallen
- Ludwig Vogelweider (v. 1454 – 1492), Kaufmann und Bürgermeister in St. Gallen
- Christian Studer (1458–1531), Schweizer Kaufmann und Bürgermeister in St. Gallen
- Johannes Varnbüler (1464–1545), Bürgermeister von Lindau
- Christoph Schappeler (≈1472–1551), reformierter Theologe, Bauernführer und Reformator
- Ulrich Varnbüler (1474–1545), Diplomat
- Hans Rainsperg (1480–1548), Bürgermeister in St. Gallen
- Hieronymus Schurff (1481–1554), deutscher Jurist
- Jakob Zili, Kaufmann und Politiker in St. Gallen
- Joachim von Watt (1484–1551), Humanist, Mediziner, Gelehrter, Bürgermeister und Reformator der Stadt St. Gallen
- Lorenz Hochrütiner (v. 1492–?), Bilderstürmer und Täuferprediger
- Benedikt Burgauer (1494–1576), Theologe und Reformator
- Hieronymus Sailer (1495–1559), Kaufmann, Konquistador und Sklavenhändler
- Augustin Schurff (1495–1548), deutscher Physiker und Mediziner
- Ambrosius Schlumpf (1497–1566), Bürgermeister in St. Gallen
- Ambrosius Aigen (≈1500–1578), Kaufmann und Bürgermeister in St. Gallen
- Wolfgang Ulimann (≈1500–1530), Täuferprediger
- Dominik Zili (v. 1500 – 1542), Reformator

### 16. bis 17. Jahrhundert
- Johannes Rütiner (1501–1556), Kaufmann, Politiker, Chronist und Kopist
- Johannes Kessler (≈1502–1574), evangelischer Theologe und Reformator
- Kaspar Schlumpf (1510–1587), Kaufmann und Bürgermeister in St. Gallen
- Sebastian Grübel (1528–1595), Schweizer Lehrer und Theaterregisseur
- Leonhart Zollikofer (1529–1587), Kaufmann und Politiker in St. Gallen
- Jacob Spengler (1537–1613), Bürgermeister in St. Gallen
- Konrad Friederich (1542–1600), Bürgermeister in St. Gallen
- Othmar Reiner (1542–1613), Bürgermeister in St. Gallen
- Joachim Zollikofer (1547–1631), Bürgermeister in St. Gallen
- Joachim Reutlinger (1553–1620), Bürgermeister in St. Gallen
- Georg Huber (1557–1642), Bürgermeister in St. Gallen
- Kaspar Friederich (1572–1655), Bürgermeister in St. Gallen
- Ambrosius Schlumpf (1573–1635), Bürgermeister in St. Gallen
- Jacob Studer (1574–1622), Bibliothekar der Stadtbibliothek
- Sebastian Schobinger (1579–1652), Mediziner und Bürgermeister in St. Gallen
- Johannes Hildbrand (1580–1654), Bürgermeister und Münzmeister in St. Gallen
- David Cunz (1592–1664), Bürgermeister in St. Gallen
- Silvester Hiller (1592–1663), Chirurg und Bürgermeister in St. Gallen
- Friedrich Buchmann (1595–1670), Bürgermeister in St. Gallen
- Othmar Appenzeller (1610–1687), Hutmacher und Bürgermeister von St. Gallen
- Joachim Kunkler (1612–1696), Bürgermeister von St. Gallen
- Hans Joachim Haltmeyer (1614–1687), Apotheker und Bürgermeister von St. Gallen
- Johannes Spengler (1629–1700), Bürgermeister von St. Gallen
- Heinrich Hiller (1633–1719), Bürgermeister von St. Gallen
- Georg Wartmann (1645–1727), Bürgermeister von St. Gallen
- Lorenz Werder (1646–1720), Bürgermeister von St. Gallen
- Jacob Züblin (1653–1729), Bürgermeister von St. Gallen
- Christoph Hochreutiner (1662–1742), Bürgermeister von St. Gallen und Tagsatzungsgesandter
- Friedrich Girtanner (1664–1753), Bürgermeister von St. Gallen und Tagsatzungsgesandter
- Kaspar von Fels (1668–1752), Bürgermeister von St. Gallen und Tagsatzungsgesandter
- Georg Gsell (1673–1740), Barockmaler, Kunstberater und Kunsthändler
- David Stähelin (1673–1750), Bürgermeister von St. Gallen
- Hans Jacob Rietmann (1677–1756), Bürgermeister von St. Gallen
- Sebastian Högger (1686–1737), Geschwaderkommandant in schwedischen Diensten und Diplomat
- Caspar Bernet (1698–1766), Bürgermeister von St. Gallen

### 18. Jahrhundert
- Heinrich Giller (1701–1764), Kaufmann und Mitglied der Herrnhuter Brüdergemeine
- Heinrich Schlumpf (1702–1783), Bürgermeister von St. Gallen und Tagsatzungsgesandter
- Hans Joachim Steinmann (1703–1792), Bürgermeister von St. Gallen
- Daniel Högger (1706–1784), Bürgermeister von St. Gallen
- Paulus Züblin (1709–1760), Plantagenbesitzer, Sklavenhalter und Justizrat in der niederländischen Kolonie Berbice
- Georg Abbt (1716–1757), evangelischer Geistlicher
- Caspar Zili (1717–1758), Kaufmann und Bankier
- David Fels-Zollikofer (1719–1794), evangelischer Geistlicher
- Jakob Wegelin (1721–1791), Historiker und Philosoph
- John Joachim Zubly (1724–1781), Pastor, Landwirt und Politiker
- Hans Joachim Bernet (1725–1809), Bürgermeister von St. Gallen und Tagsatzungsgesandter
- Georg Joachim Zollikofer (1730–1788), schweizerisch-deutscher Theologe und Kirchenliederdichter
- Adrian Zingg (1734–1816), Maler, Zeichner, Radierer und Kupferstecher
- Joseph Anton Siegmund von Beroldingen (1738–1816), Domherr, Freund Goethes und des Hl. Klemens Maria Hofbauer
- Franz Cölestin von Beroldingen (1740–1798), Theologe und spekulativer Geologe
- Caspar Steinlin (1740–1814), Bürgermeister in St. Gallen
- Michael Weniger (1763–1836), Unternehmer und Kaufmann
- Hermann von Fels (1766–1838), Kaufmann und Politiker
- Hans Joachim Steinmann (1769–1836), Bürgermeister in St. Gallen
- Georg Leonhard Zili (1774–1860), Kaufmann und Bankier in St. Gallen
- Bernhard Wild (1776–1832), Schweizer Arzt, Politiker und Bürgermeister
- Bonaventura Hödl (1776–1848), in Graz tätiger Jurist und Unternehmer
- David Christoph Huber (1777–1836), Hauptpfarrer in der Kirche St. Leonhard
- Johann Martin Schirmer (1777–1842), Kaufmann, Unternehmer und Landwirt
- Daniel Steinmann (1779–1839), Kaufmann, Kantonsrat, Regierungsrat und Tagsatzungsgesandter
- Peter Scheitlin (1779–1848), Theologe, Universalgelehrter und Schriftsteller
- Ferdinand Huber (1791–1863), Komponist
- Johann Daniel Wilhelm Hartmann (1793–1862), Maler, Kupferstecher und Malakologe
- David Vonwiller (1794–1856), Industriepionier in Süditalien
- Michael August Wegelin (1797–1867), Jurist und Politiker

### 19. Jahrhundert

#### 1801 bis 1850
- Karl Wegelin (1803–1856), Regionalhistoriker und Stiftsarchivar
- Carl Arnold Gonzenbach (1806–1885), Maler, Kupferstecher und Zeichner
- Heinrich Merz (1806–1875), Zeichner, Kupfer- und Stahlstecher
- August Naef (1806–1887), Verwaltungsratspräsident und Geschichtsforscher
- Friedrich Wilhelm Hartmann (1809–1874), Bauingenieur
- Arnold Halder (1812–1888), Kaufmann, Heimat- und Lieddichter
- Friedrich Albert Wenner (1812–1882), Textilunternehmer in Süditalien
- Johann Christoph Kunkler (1813–1898), Architekt
- Gaspard Gsell (1814–1904), schweizerisch-französischer Glasmaler
- Johann Jacob Rietmann (1815–1867), Theologe und Schriftsteller
- Arnold Otto Aepli (1816–1897), Politiker, Jurist und Redaktor
- Carl Emil Viktor von Gonzenbach (1816–1886), Kaufmann und Politiker
- Franz Anton Real (1816–1878), Jurist und Politiker
- Theodor Gsell Fels (1818–1898), Sachbuchautor, Kunsthistoriker und Mediziner
- Laurenz Engwiller (1819–1894), Pfarrer, Ratsschreiber und Politiker
- Johann Jakob Weilenmann (1819–1896), Alpinist
- Karl Hoffmann (1820–1895), Politiker
- Bartholome Konrad Karl Bärlocher (1821–1891), Kaufmann und Unternehmer
- Karl Morell (1822–1866), Historiker, Jopurnalist und Hochschullehrer
- Gustav Zellweger (1822–1893), Textilunternehmer und Politiker
- Elisabeth Kelly (1825–1890), Malerin
- Joseph Karl Pankraz Morel (1825–1900), Jurist und Politiker
- Otto Henne am Rhyn (1828–1914), Historiker und Archivar
- Friedrich Bernet (1829–1872), Jurist, Redaktor und Politiker
- Friedrich Bernhard Wartmann (1830–1902), Botaniker und Pflanzensammler
- Albert Bärlocher (1831–1903), Jurist, Richter und Politiker
- Traugott Schiess (1834–1869), Maler
- Hermann Wartmann (1835–1929), Historiker und Politiker
- Alphonse Bory (1838–1891), Politiker
- Alexander Baumgartner (1841–1910), Jesuit und Literaturwissenschaftler
- Adolph Saurer (1841–1920), Unternehmer
- Jakob Müller (1842–1901), Politiker
- Julius Kunkler (1845–1923), Architekt und Maler
- Elise Rahn-Bärlocher (1845–1925), Schweizer Frauenrechtlerin
- Victor Fehr (1846–1938), Gutsbesitzer und Politiker
- Roderich Albert Kunkler (1846–1900), Politiker
- Samuel Oettli (1846–1911), evangelischer Geistlicher und Hochschullehrer in Bern und Greifswald
- Heinrich Weydmann (1848–1922), Jurist und Politiker
- Hans Eduard von Berlepsch-Valendas (1849–1921), Architekt und Maler
- Arnold Steinmann-Bucher (1849–1942), Wirtschaftswissenschaftler, Autor und Publizist
- Arnold Billwiller (1850–1928), Brauereiunternehmer

#### 1851 bis 1900
- Adolf Schlatter (1852–1938), evangelischer Theologe und Professor
- Arthur Hoffmann (1857–1927), Politiker
- Johann Künzle (1857–1945), katholischer Pfarrer, Publizist und ein Wegbereiter der modernen Phytotherapie
- August Hardegger (1858–1927), Architekt
- Thomas Holenstein sr. (1858–1942), Jurist und Politiker
- Robert Curjel (1859–1925), Architekt
- Robert Emden (1862–1940), Physiker, Astrophysiker und Meteorologe
- Otto Feuerlein (1863–1930), Physiker, Elektrotechniker und Pionier der Glühlampen-Herstellung
- Jacob Früh (1867–1937), Architekt
- Gustav Laager (1867–1931), Unternehmer
- Robert Rittmeyer (1868–1960), Architekt
- Otto Pfleghard (1869–1958), Architekt
- Carl August Liner (1871–1946), Maler, Zeichner, Grafiker und Erfinder
- Karl Nef (1873–1935), Musikwissenschaftler
- Eugen Steinmann (1873–1955), Unternehmer
- Hans Fehr (1874–1961), Rechtshistoriker
- Otto Fischbacher (1874–1953), Unternehmer, Textilkaufmann und Kunstsammler
- Ernst Rüdin (1874–1952), Arzt, Psychiater und Rassenhygieniker/Eugeniker
- Adolf Brunner (1877–1948), Bauingenieur
- Ernst Löpfe (1878–1970), Verleger und Politiker
- Otto Schlaginhaufen (1879–1973), Anthropologe und Ethnologe
- Heinrich Greinacher (1880–1974), Physiker
- Friedrich Hug (1880–1956), Kaufmann, Unternehmer und Verbandsfunktionär
- Wilhelm Meier (1880–1971), Bildhauer
- Rudolf Miescher (1880–1945), Politiker und Offizier
- Margrit Roesch-Tanner (1880–1969), Kunsthandwerkerin, Malerin und Zeichnerin
- Otto Gross (1881–1916), Schauspieler
- Saly Mayer (1882–1950), Textilunternehmer und Präsident des SIG
- Wilhelm Wartmann (1882–1970), Kunsthistoriker und Direktor des Kunsthauses Zürich
- Jacob Lorenz (1883–1946), Soziologe und Hochschullehrer
- Max Hartmann (1884–1952), Chemiker
- Regina Ullmann (1884–1961), österreichisch-schweizerische Dichterin und Erzählerin
- Otto Alder (1886–1971), Bildhauer
- Henri Kunkler (1886–1951), Luftfahrtpionier
- Hermann Stauder (1887–1949), Fotograf
- Carl Böckli (1889–1970), Schriftsteller, Karikaturist und Redakteur
- Robert Gsell (1889–1946), Luftfahrtpionier
- Paul Scherrer(1890–1969), Physiker und ETH-Professor
- Karl Kobelt (1891–1968), Politiker
- Paul Grüninger (1891–1972), Polizeihauptmann
- Dora Fanny Rittmeyer (1892–1966), Kunsthistorikerin
- Gottfried Weiss (1892–1956), Rechtswissenschaftler
- Arnold Wolfers (1892–1968), US-amerikanischer Politikwissenschaftler
- Christine Abbondio-Künzle (1893–1961), Schriftstellerin und Mundartdichterin
- Sebastian Oesch (1893–1920), Maler, Zeichner, Lithograf, Grafiker und Plakatkünstler
- Max Rief (1893–1980), Kaufmann und Landtagsabgeordneter
- Max Heinz (1894–1988), christkatholischer Geistlicher und Publizist
- Walter Mittelholzer (1894–1937), Luftfahrtpionier
- Werner Näf (1894–1959), Historiker
- Maria Geroe-Tobler (1895–1963), Malerin und Textilkünstlerin
- Werner Johannes Guggenheim (1895–1946), Schauspieler, Dramatiker, Dramaturg und Übersetzer
- Thomas Holenstein jr. (1896–1962), Politiker
- Karl Meier (1897–1974), Schauspieler
- Erich Schmidt (1897–1952), deutscher Publizist, Politiker und Verleger
- Armand Hiebner (1898–1990), Organist und Musikkritiker
- Karl Käfer (1898–1999), österreichisch-schweizerischer Betriebswirtschaftler
- Reto Roedel (1898–1991), Professor für italienische Sprache und Literatur an der Hochschule bzw. Universität St. Gallen
- Charles Hug (1899–1979), Maler und Buchillustrator
- Emil Luginbühl (1899–1983), Germanist
- Albert Schenker (1899–1973), Maler und Zeichenlehrer
- Willy Thaler (1899–1981), Holzschneider, Maler und Zeichner
- Walter Vogel (1899–1994), Maler, Grafiker, Zeichner und Restaurator
- Magda Werder (1900–1984), Zeichenlehrerin und Künstlerin
- Edmund Richner (1900–1994), Journalist, Redakteur und Politiker

### 20. Jahrhundert

#### 1901 bis 1925
- Anita Forrer (1901–1996), Fotografin, Grafologin und Autorennfahrerin
- Hans Huber (1901–1987), Jurist und Bundesrichter
- Rosa Louis (1901–1988), Arbeiterinnensekretärin
- Hermann Werder (1901–1984), Arzt
- Laura Thoma (1901–1966), lesbische Aktivistin
- Otto Gsell (1902–1990), Mediziner, Internist und Hochschullehrer
- Karl Schölly (1902–1987), Schriftsteller
- Medard Boss (1903–1990), Psychiater
- Max Iklé (1903–1999), Anwalt, Industrieller und Funktionär
- Arthur Kopf (1903–1970), Architekt
- Otto Kopp (1903–1972), Politiker
- Ernst Otto Marti (1903–1979), Schriftsteller
- Fritz Münch (1903–1993), Gewerkschaftsfunktionär und Präsident des St. Galler Kantonsrat
- Max Oettli-Porta (1903–1985), Botaniker, Lehrer und Geograph
- Emil Ernst Ronner (1903–2000), Lehrer, Schriftsteller und Politiker
- Arthur Beyer (1904–1982), Grafiker und Maler
- Hans Schneider (1904–1997), Politiker, Regierungsrat, Landammann
- Otto Furter (1905–1998), Fotograf
- René Gilsi (1905–2002), Graphiker, Maler und Karikaturist
- Ernst Streckeisen (1905–1978), Stammapostel und damit Hauptleiter der Neuapostolischen Kirche
- Lydia Oswald (1906–1982), Spionin, Journalistin und Autorin
- Georg Rauh (1906–1965), Architekt
- Margret Fusbahn (1907–2001), Flugpionierin
- Peter von Fels (1907–1982), Maler, Mosaikkünstler und Holzschneider
- Curt Burgauer (1908–2002), Textilkaufmann und Kunstsammler sowie Autor und Verleger
- Hermann Frey (1908–1980), Architekt
- Hans Herold (1908–2002), Jurist
- August Schirmer (1908–1973), Wirtschafts- und Rechtskonsulent und Politiker
- Willy Baus (1909–1985), Schweizer Grafiker, Schriftkünstler, Buchgestalter und Bildhauer
- Gunnar Berg (1909–1989), dänischer Komponist
- Albert Graf-Bourquin (1909–2001), Verleger, Kunstkritiker, Kunstsammler und Mäzen
- Jon Kimche (1909–1994), britischer Journalist, Historiker und Buchautor Schweizer Herkunft
- Annemarie Wenner (1909–1990), Sängerin und Schauspielerin
- Emil Engeler (1910–1993), Künstler
- Elly Iselin-Boesch (1910–1999), Bildhauerin und Malerin
- Benno Schaeppi (1911–1988), Journalist
- Harald Huber (1912–1998), Politiker und Bundesrichter
- Bärbel Inhelder (1913–1997), Entwicklungspsychologin
- Hedwig Weilenmann-Roth (1913–2006), Pfarrerin
- Remigius Bärlocher (1915–1984), Jurist und Politiker (Nationalrat)
- Karl Ledergerber (1914–2004), Verlagslektor und Schriftsteller
- Carl Walter Liner (1914–1997), Maler und Zeichner
- Herbert Lüthy (1914–1996), Physiker
- Conrad André Beerli (1915–2004), Maler
- Johannes Duft (1915–2003), Stiftsbibliothekar
- Kurt Früh (1915–1979), Filmregisseur
- Karl Huber (1915–2002), Jurist und Politiker
- Martin Allgöwer (1917–2007), Chirurg
- Erhard Mettler (1917–2000), Erfinder und Unternehmer
- Ernst Gerhard Rüsch (1917–1997), reformierter Theologe und Bibliothekar
- Oskar Hoby (1918–1998), Sänger, Schauspieler und Kabarettist
- Joseph Stephan Moser (1918–1993), österreichischer Zeitungsverleger
- Trudi Gerster (1919–2013), Schauspielerin, Märchenerzählerin und Politikerin
- Robert Suter (1919–2008), Komponist und Jazzpianist
- Victor Hasler (1920–2003), evangelischer Geistlicher und Hochschullehrer an der Universität Bern
- Gottfried Godi Leiser (1920–2009), Zeichner und Maler
- Walter Roderer (1920–2012), Volksschauspieler
- Hans Haug (1921–1995), Jurist
- Franz Xaver Hofmann (1921–2003), Geologe
- Fred Luchsinger (1921–2009), Journalist
- Hansjürg Steinlin (1921–2004), Forstwissenschaftler und Universitätsprofessor
- Edwin Tobler (1922–2020), Münzensammler und Numismatiker
- Hans Moeckel (1923–1983), Komponist und Dirigent
- Paul Hans Tobler (1923–2023), Schlosser, Metallbauer und Industrieunternehmer
- Rolf Weber (1923–2000), Jurist und Politiker, Nationalrat
- Florian Camathias (1924–1965), Motorrad-Rennfahrer
- Kurt Furgler (1924–2008), Politiker
- Roswitha Haftmann (1924–1998), Galeristin und Stifterin
- Arthur Honegger (1924–2017), Journalist, Schriftsteller und Politiker
- Eduard Stäuble (1924–2009), Publizist und Autor
- Romuald Burkard (1925–2004), Manager
- Hans Ferdinand Bürki (1925–2002), Generalsekretär der VBG und Associate General Secretary der IFES
- Robert Hanhart (1925–2025), evangelischer Theologe
- Hans Rudolf Hilty (1925–1994), Schriftsteller und Publizist
- August E. Hohler (1925–2002), Psychotherapeut, Journalist und Schriftsteller
- Ruedi Schatz (1925–1979), Politiker, Bankier und Bergsteiger
- Walter Zwingli (1925–2018), Schweizer Politiker (FDP)

#### 1926 bis 1950
- Félicie Affolter (1926–2024), Psychologin und Psychotherapeutin
- Rudolf Berger (1926–2014), Maler und Zeichner
- José Dörig (1926–1994), Archäologe
- Joachim Salzgeber (1926–2012), Benediktinerbruder im Kloster Einsiedeln und Pädagoge
- Doris Morf (1927–2003), Politikerin
- Heinz Allenspach (1928–2022), Politiker
- Hansrudi Wäscher (1928–2016), Comiczeichner und -autor
- Iso Baumer (1929–2021), Religionswissenschaftler
- Charlotte Kluge-Fülscher (1929–1998), Malerin und Grafikerin
- Hermann Joseph Kopf (1929–1979), Schriftsteller
- Walter Hungerbühler (1930–2012), Fussballschiedsrichter
- Herman Innozenz Schmidt (* 1930), Bundesrichter
- Peter Suter (1930–2023), Maschinenbauingenieur und Professor
- Walter Binder (1931–2020), Fotograf und Lehrer
- Ines Torelli (1931–2019), Kabarettistin, Sängerin und Volksschauspielerin
- Alfons Weisser (1931–2016), Architekt und Künstler
- Karl Heinz Delhees (1932–2020), Psychologe und Professor
- Peter F. Tschudin (* 1932), Historiker
- Adalbert Fässler (1933–2010), Maler und Kunsthandwerker
- Hans-Werner Hunziker (1934–2011), Psychologe
- Jürg Schoop (1934–2024), Künstler
- Lukrezia Seiler-Spiess (1934–2013), Publizistin
- Werner Jung (1935–1997), Geometer und Sekundarlehrer
- Alois Riklin (* 1935), Politikwissenschaftler
- Ruth Meyer Schweizer (* 1936), Soziologin und Hochschullehrerin
- Roland Gretler (1937–2018), Fotograf und Sozialforscher
- Elmar Holenstein (* 1937), Philosoph
- Johannes Anderegg (* 1938), Germanist und Literaturwissenschaftler
- Richard Dürr (1938–2014), Fussballspieler
- Jörg Paul Müller (* 1938), Rechtswissenschaftler
- Ernst Ziegler (* 1938), Historiker und Paläograph, 1971–2003 Stadtarchivar von St. Gallen
- Hans Eugen Frischknecht (* 1939), Komponist, Musikpädagoge und Organist
- Dora Koster (1939–2017), Schriftstellerin und Malerin
- Markus Rauh (1939–2019), Manager
- Urs Schneider (* 1939), Violinist und Dirigent
- Heinz Schulthess (* 1939), Unternehmer und Autorennfahrer
- Verena Voiret (1939–2020), Künstlerin und Frauenaktivistin
- Peter Wild (* 1939), Elektroingenieur und Erfinder
- Ralph Baenziger (* 1940), Architekt und Kurator
- Ruth Dreifuss (* 1940), Politikerin
- Klaus Lutz (1940–2009), Maler, Experimentalfilmer und Performancekünstler
- Niklaus Meienberg (1940–1993), Historiker, Schriftsteller und Journalist
- Klara Obermüller (* 1940), Journalistin, Schriftstellerin und Fernsehmoderatorin
- Peter Schönenberger (* 1940), Jurist und Politiker
- Helen Schüngel-Straumann (* 1940), römisch-katholische Theologin
- Ruedi Aeschbacher (* 1941), Politiker
- Franz Jaeger (* 1941), Ökonom und Politiker
- Hanspeter Lebrument (* 1941), Verleger
- Arnulf Lüchinger (* 1941), Architekt und Autor
- Günther Frei (* 1942), Mathematiker und Mathematikhistoriker
- Florin Granwehr (1942–2019), Bildhauer
- Hans Hartmann (1942–2022), Jazzbassist und Chapman-Stick-Spieler
- Trix Heberlein (* 1942), Rechtsanwältin und Politikerin
- Fredi Alder (1943–2022), Politiker (SP)
- Georges Enderle (* 1943), Wirtschaftswissenschaftler und Hochschullehrer
- Bernhard Furrer (* 1943), Architekt und Denkmalpfleger
- Walter Intemann (1944–2023), Politiker und Kaufmann
- Eugen Strähl (* 1944), Unternehmer und Autorennfahrer
- Willy Bischof (1945–2019), Radiojournalist und Jazzpianist
- Eugen David (* 1945), Politiker
- Daniel Thürer (* 1945), Rechtswissenschaftler
- Judith Keller (* 1946), Entwicklungshelferin
- Guido Magnaguagno (* 1946), Kunsthistoriker und Kurator
- Marco Bischof (* 1947), Autor
- Jörg Fisch (1947–2024), Historiker, Hochschullehrer
- Peter Gomez (* 1947), Ökonom
- Kurt Meier-Boudane (1947–2014), Schachspieler
- Karl Ammann (* 1948), Fotograf
- Josef Flammer (* 1948), Augenarzt
- Miguel Herz-Kestranek (* 1948), österreichischer Schauspieler und Buchautor
- Liz Gehrer (* 1949), Künstlerin
- Margrit Verena Zinggeler (* 1949), Hochschullehrerin und Autorin
- Hans Altherr (* 1950), Politiker
- Paola Felix (* 1950), Schlagersängerin und Moderatorin
- Valentin Landmann (* 1950), Rechtsanwalt, Buchautor und Politiker

#### 1951 bis 1975
- Christophe Boesch (1951–2024), Verhaltensforscher und Primatologe
- Jürg Kesselring (* 1951), Neurologe
- Peter Liechti (1951–2014), Filmschaffender
- Franziska Messner-Rast (* 1951), Fotografin
- Joachim Rittmeyer (* 1951), Kabarettist
- Marcel Geisser (* 1952), Zenlehrer
- Norbert Möslang (* 1952), Improvisationsmusiker
- Paul Rechsteiner (* 1952), Politiker und Gewerkschafter
- Pierre Rothschild (* 1952), Journalist und Medienunternehmer
- Pius Segmüller (* 1952), 32. Kommandant der Päpstlichen Schweizergarde und Politiker
- Bruno Zuppiger (1952–2016), Politiker
- Alfons Karl Zwicker (* 1952), Komponist und Pianist
- Urs Bosshardt (* 1953), Schauspieler
- René Bottlang (* 1953), Jazz-Pianist und Komponist
- Bernhard Ehrenzeller (* 1953), Jurist
- Konrad Hummler (* 1953), Privatbankier
- Urs Klauser (* 1953), Volksmusikforscher, Volksmusikant, Musikinstrumentenbauer und Lehrer
- Carlo Schöb (* 1953), Jazz-Saxophonist
- René Tinner (* 1953), Musikproduzent und Studiotechniker
- Hans Fässler (* 1954), Historiker, Politiker und Kabarettist
- Franz Xaver Bischof (* 1955), römisch-katholischer Theologe
- Renate Brümmer (* 1955), deutsche Raumfahrerkandidatin
- Bruno Oberle (* 1955), Direktor des Bundesamtes für Umwelt (BAFU)
- Johannes Schläpfer (* 1955), Germanist und Historiker
- Ernst Hafen (* 1956), Biologe
- Christoph Maeder (* 1956), Soziologe
- Ralph Scheuss (* 1956), Wettbewerbsstratege, Unternehmensberater und Buchautor
- Peter Weigelt (* 1956), Unternehmer und Politiker
- Gian-Luca Bona (* 1957), Physiker und Direktor der Eidgenössischen Materialprüfungs- und Forschungsanstalt
- Beat Breu (* 1957), Radrennfahrer und Radquerfahrer
- Simone Drexel (* 1957), Sängerin
- Meinrad Morger (* 1957), Architekt und Professor für Gebäudelehre
- Matthias Hüppi (* 1958), Moderator und Sportreporter
- Rainer Stadler (* 1958), Journalist
- Fredy Fässler (* 1959), Jurist und Politiker
- Thomas Fischer (* 1959), Historiker
- Sabeth Holland (* 1959), Malerin und Bildhauerin
- Andreas Kley (* 1959), Rechtswissenschaftler
- Verena Merz (1959–1990), Malerin
- Stefan Tobler (* 1959), evangelisch-lutherischer Theologe
- Thomas Brunner (1960–2025), Politiker
- Pascale Grau (* 1960), Performancekünstlerin, Kuratorin und Dozentin
- Thomas Hengartner (1960–2018), Volkskundler
- Hildegard Elisabeth Keller (* 1960), Literaturwissenschaftlerin und Literaturkritikerin
- Kuno Schedler (* 1961), Betriebswirt
- Karina Thayenthal (* 1961), österreichische Schauspielerin
- Petra Wenzel (* 1961), liechtensteinische Skirennläuferin
- Hans-Georg Yourievsky (* 1961), Unternehmer, Prinz des russischen Adelshaus Yourievsky (auch Jurjewski) und der letzte überlebende Urenkel von Zar Alexander II von Russland
- Mathias Binswanger (* 1962), Ökonom
- Irina Schoettel-Delacher (* 1962), österreichisch-schweizerische Angestellte und Politikerin
- Hans-Peter Wessels (* 1962), Politiker
- Christoph Keller (* 1963), Schriftsteller
- René Oberholzer (* 1963), Schriftsteller
- Manfred Pfiffner (* 1963), Pädagoge und Hochschullehrer
- Felix Falkner (* 1964), Komponist
- David Signer (* 1964), Ethnologe, Journalist und Schriftsteller
- Catherine Ann Berger (* 1965), Filmdramaturgin und Filmkritikerin
- Ueli Bodenmann (* 1965), Ruderer
- Marcel Magis (1965–2018), deutscher Schriftsteller
- Roger Walch (* 1965), Japanologe, Filmemacher und Publizist
- Roland Wetzel (* 1965), Kunsthistoriker und Kurator
- Gregor Zöllig (* 1965), Tänzer und Choreograf
- Christian Matt (* 1966), Fussballspieler
- Giuseppe Gracia (* 1967), Schriftsteller, Journalist und Kommunikationsberater
- André Schmucki (1967–2019), Künstler, Maler, Grafiker und Fotograf
- Andrea Büchler (* 1968), Juristin und Politikerin
- Maximilian von und zu Liechtenstein (* 1969), liechtensteinischer Manager
- Eva Maron (* 1969), Schauspielerin, Tänzerin und Sängerin
- Patrick Senn (* 1969), Radiomoderator
- Markus Gier (* 1970), Ruderer
- Ralf Ackermann (* 1971), liechtensteinisch-schweizerischer Fussballspieler
- Lukas Bangerter (* 1971), Regisseur
- Christoph Gantenbein (* 1971), Architekt
- Roman Riklin (* 1971), Komponist, Musiker und Autor
- Martin Streule (* 1971), Komponist und Bigband-Leader
- Marco Zwyssig (* 1971), Fussballspieler
- Matthias Oesch (* 1972), Jurist und Universitätsprofessor
- Michaela Müller (* 1972), Animationsfilmerin
- Irène Mürner (* 1972), Krimiautorin
- Gabriela Krapf (* 1973), Pop- und Jazzmusikerin und Songwriterin
- Sibylle Stillhart (* 1973), Journalistin und Schriftstellerin
- Manuel Stahlberger (* 1974), Kabarettist, Liedermacher und Comiczeichner
- Aurelia Frick (* 1975), liechtensteinische Politikerin
- David Philip Hefti (* 1975), Komponist und Dirigent
- Christian Heule (* 1975), Cyclocrosser
- Felix Keller (* 1975), Politiker

#### 1976 bis 2000
- Marco Battilana (* 1976), Curler
- Pascal Sieber (* 1977), Curler
- Chris Sulser (* 1977), Regisseur, Schauspieler, Produzent und Autor
- Isabel Schorer (* 1978), Politikerin (FDP)
- Enzo Todisco (* 1980), italienischer Fussballspieler
- Claude Diallo (* 1981), Jazzmusiker
- Lukas Mantel (* 1982), Jazzmusiker
- Kaija Ledergerber (* 1983), Film-, Theaterschauspielerin und Sprecherin
- Fabian M. Müller (* 1983), Jazzmusiker
- Stephan Sigg (* 1983), Theologe und Autor
- Dominik Meichtry (* 1984), Schwimmer
- Stephan Weiler (* 1984), Mister Schweiz des Jahres 2008
- Tranquillo Barnetta (* 1985), Fussballspieler
- Swintha Gersthofer (* 1985), Schauspielerin
- Nevin Galmarini (* 1986), Snowboarder
- Marwin Hitz (* 1987), Fussballspieler
- Damian Bellón (* 1989), Fussballspieler
- Manuel Walser (* 1989), Konzert- und Opernsänger
- Michael Lang (* 1991), Fussballspieler
- Franziska Ryser (* 1991), Mitglied im Stadtparlament und Nationalrätin (Grüne)
- Denis Simani (* 1991), albanisch-schweizerischer Fussballspieler
- David Cogliatti (1993), Jazzmusiker
- Ralph Weber (* 1993), Skirennfahrer
- Riana Fischer (* 1994), Fussballspielerin
- Iva Mekovec (* 1995), kroatische Tennisspielerin
- Kevin Fiala (* 1996), Eishockeyspieler
- Jérôme Lymann (* 1996), Snowboarder
- Salome Lang (* 1997), Hochspringerin
- Alessandro Kräuchi (* 1998), schweizerisch-italienischer Fussballspieler
- Jasper van der Werff (* 1998), Fussballspieler
- Sereina Zwissler (* 1998), Unihockeyspielerin
- Patrick Sutter (* 1999), Fussballspieler
- Nadine Riesen (* 2000), Fussballspielerin

### 21. Jahrhundert
- David Jacović (* 2001), schweizerisch-serbischer Fussballspieler
- Tabea Schmid (* 2003), Handballspielerin
- Alessio Besio (* 2004), Fussballspieler

## Persönlichkeiten, die in der Stadt wirkten
- Heinrich Zwick († ≈1458), Tuchhändler und Bürgermeister in St. Gallen
- Kaspar von Vonbühl (v. 1490 – n. 1548), Bürgermeister in St. Gallen
- Heinrich Hochreutiner († 1513), Kaufmann und Bürgermeister in St. Gallen
- Caspar Schlumpf († 1524), Bürgermeister in St., Gallen
- Jacob Krum († 1527), Bürgermeister in St. Gallen
- Bartholomäus Schobinger (1500–1585), Kaufmann und Alchemist
- Placidus Bridler (1613–1679), Benediktinerpater, Kirchenrechtslehrer und Offizial in St. Gallen sowie Statthalter von St. Gallen
- Bartholomäus Anhorn der Jüngere (1616–1700), evangelisch-reformierter Pfarrer und Historiker, 1637–1648 in St. Gallen
- Sylvester Samuel Anhorn von Hartwiss (1659–1736), Mediziner, Mitglied des Rates und Stadtphysikus von St. Gallen
- Peter Bion (1684–1735), Textilunternehmer
- Julius Hieronymus Zollikofer (1713–1802), Bürgermeister von St. Gallen
- Jacob Bartholome Rittmeyer (1786–1848), Textilkaufmann
- Ludovico «Aquilino» Maestrani (1814–1880), Unternehmer, Gründer der Schokoladefabrik Maestrani[1]
- Jakob Bruderer (1821–1884), Unternehmer und Politiker
- Anton Messmer (1858–1937), Kaufmann und Politiker
- Gabriel Narutowicz (1865–1922), erster Präsident der Zweiten Polnischen Republik; arbeitete zuvor als Wasserbauingenieur in St. Gallen
- Valentin Keel (1874–1945), Schweizer Politiker
- Ernst Schmid (1888–1941), Geograph
- Alfred Bangerter (1909–2002), Augenarzt
- Lothar Rothschild (1909–1974), Rabbiner
- Dominik Jost (1922–1994), Germanist, Hochschullehrer und Herausgeber
- Hans Hurni (1926–2017), Zentraldirektor der St. Galler Kantonalbank und Fussballfunktionär (FC St. Gallen, Stadionneubau)
- Jürg Janett (1927–2016), Verleger und Galerist
- Franz Larese (1927–2000), Verleger und Galerist
- Guido Minicus (1929–2021), Berufsmusiker
- Roman Signer (* 1938), Bildhauer, Zeichner, Aktions-/Konzeptkünstler und Filmer
- Susanne Ellensohn (* 1943), Schriftstellerin; lebt hier seit 1986
- Margot Benz (* 1963), Kantonsrätin (Grüne)
- Daniel Bosshard (* 1983), Kantonsrat (Grüne)